# 宏崙暨太乙地熱發電廠
宏崙暨太乙地熱發電廠位於臺灣臺東縣太麻里鄉，為宮園工程顧問公司轄下的宏崙電能公司與太乙電能公司共同投資興建的地熱發電廠，目前該發電廠仍在進行地熱井鑽探中，預計2023年可完工商轉。

## 沿革

### 背景
中華民國政府為推動能源轉型與再生能源發展政策，訂定2025年再生能源於臺灣電網容量占比須達到20%之目標，其中又以太陽光電與風力發電為重點發展項目，而1993年清水地熱發電廠除役後沉寂多年的臺灣地熱發電發展受到立法委員關注，因此經濟部決定召集產、官、學各界重啟臺灣地熱發電計畫
金崙溫泉為臺東縣境內著名溫泉區，溫泉露頭沿金崙溪河岸分布，泉質酸鹼值介於7至8之間屬於弱鹼性，無色透明且帶點硫磺味，泉溫介於攝氏70℃至90℃度。早於1980年代就有臺灣中油公司在此鑽探三口地熱井，2001年交通部觀光局曾在金崙溪河岸開鑿一口溫泉井作為觀光泡湯用途，該鑽探井出泉量高達每天1千公噸，水溫達攝氏107度。2008年臺東縣政府也委託工業技術研究院進行金崙地熱發電之評估報告。能源局評估金崙溫泉區為臺灣第三大地熱潛能區域，並訂定2020年地熱發電裝置容量目標需達到150MW，2025年達到200MW，金崙溫泉區就佔有10MW之開發量。

### 規劃
宮園工程顧問公司配合政府能源轉型政策，投入開發地熱發電事業，向工研院洽詢臺灣各地適合開發之地熱發電廠址，初步優先選定臺東縣延平鄉與鹿野鄉的臺東紅葉地熱區，後因土地取得問題不順利，輾轉尋求太麻里鄉的金崙地熱區，經該公司與工研院合作下，決定由工研院協助辦理產能測試與發電機組設置規劃。
宮園工程顧問公司成立宏崙電能公司與太乙電能公司，取得太麻里鄉金崙溪上游北岸的1718與1718-1號土地，並分別由太乙公司開發1718號土地與宏崙公司開發1718-1號土地，預定開發容量分別各為1MW，總裝置容量合併為2MW。
2017年1月10日取得臺東縣政府同意函，同時宏崙及太乙公司共同委託能碩工程顧問公司完成環境影響評估審查報告書，8月7日於金崙地區舉行環評說明會，9月提送行政院環境保護署審查，2018年3月7日的環評專案小組會議的審查結論是補件再審，其原因在於環評委員認為雖然開發商已在電廠所在地的排灣族部落開設說明會並取得部落會議同意，但周邊其他的魯凱族與卑南族部落均未收到通知，且對當地原住民文化、社會經濟沒有進一步調查，再加上報告中提到發電後冷卻水一日需抽取金崙溪1,000公噸溪水等多項因素，因此會後結論需補件再審。後續因政府修改政策，若開發容量低於10MW之地熱發電廠免做環境影響評估，因此宏崙及太乙公司展開實質籌備工作。

### 施工

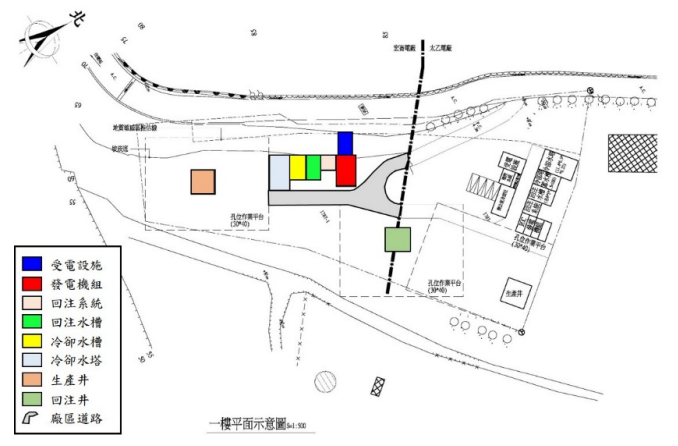
宏崙、太乙地熱發電廠廠區配置圖。

經確認宏崙及太乙公司的地熱發電計畫不需進行環評後，2018年10月19日兩家公司向經濟部能源局申請地熱發電示範獎勵補助審查，並與台灣電力公司協調與電網併聯饋線容量不足的問題。
宏崙及太乙地熱發電計畫兩廠合併廠址面積7公頃，分別開挖兩口深2,000公尺的生產井，並共用同一口注入井，兩廠廠區規畫均分別有井場作業區、行政辦公區，以及道路停車區等。規劃抽取攝氏150~80度溫泉水經有機朗肯雙循環地熱發電機組後，排出約攝氏80度餘溫溫泉水進入回注井中。
2022年7月18日宏崙及太乙公司與永豐商業銀行完成融資，資助兩家公司於臺東縣金崙的地熱發電開發案，預計在2023年完成商轉，年發電量預估1,280萬度電，售予台電金額一年為新臺幣6,000餘萬，可供應3,500家戶全年用電。
2022年7月26日金崙地區居民反映，當地地下溫泉水位急遽下降，嚴重影響溫泉業者，遭懷疑為當時金崙宏崙、太乙，以及全陽等三家公司正在進行地熱發電鑽探井開發導致，對此臺東縣政府財政及經濟發展處緊急派員了解，經追蹤相關水位監測資料，該地區地下水位自6月24日從62.5公尺下降至53公尺，等同垂直式下降約9.5公尺，但到了7月14日地下水位已回升近原高度，至7月25日為止，監測資料顯示水位皆維持在61公尺左右。
經評估認為應該與同年6月24至25日之間花蓮地區發生數次芮氏規模4以上之淺層地震連帶影響導致，並且地熱發電所用的鑽探井與一般業者使用的溫泉井井深不同，兩者較無直接性影響，此次應屬獨立偶發性事件，與地熱業者鑽鑿地熱井無直接性關聯。

## 設施

### 發電機組
| 發電機型號                  | 地熱發電類型 | 機組數量 | 裝置容量（kW） | 商轉日期       | 狀態   |
| --------------------------- | ------------ | -------- | -------------- | -------------- | ------ |
| 德国Orcan Energy ORC 發電機 | 朗肯雙循環   | 1        | 1,000          | 2023年（預定） | 施工中 |

| 發電機型號                  | 地熱發電類型 | 機組數量 | 裝置容量（kW） | 商轉日期       | 狀態   |
| --------------------------- | ------------ | -------- | -------------- | -------------- | ------ |
| 德国Orcan Energy ORC 發電機 | 朗肯雙循環   | 1        | 1,000          | 2023年（預定） | 施工中 |

### 輸電設施
兩廠區均設置約長8公尺、寬5公尺之受電區，區內設置升壓變壓器、與台電責任分界點之斷路保護裝置等，並依據台電公司再生能源發電系統併網技術要點之級距準則，兩廠均以11.4kV電壓與台電饋線系統併聯供電網調度。